# Центральний Таїланд
Центральний Таїланд (тай. ประเทศไทยภาคกลาง) — регіон в Таїланді. На північному сході межує з Ісааном, а на півночі — з Північним Таїландом. В рамках поділу країни на 4 регіони, на півдні Центральний Таїланд межує з Південним Таїландом, а на заході з М'янмою. Південну частину Центрального Таїланду омиває Сіамська затока. В рамках поділу країни на 6 регіонів, на заході Центральний Таїланд межує тільки з Західним Таїландом, а на сході — з Східним Таїландом.

## Адміністративний поділ
Центральний Таїланд включає:
1. Ангтхонг (อ่างทอง)
2. Пхранакхонсіаюттхая  (พระนครศรีอยุธยา)
3. Крунгтхепмаханакхон (Бангкок) (กรุงเทพฯ)
4. Чайнат (ชัยนาท)
5. Кампхенгпхет (กำแพงเพชร)
6. Лопбурі (ลพบุรี)
7. Накхоннайок (นครนายก)
8. Накхонпатхом (นครปฐม)
9. Накхонсаван (นครสวรรค์)
10. Нонтхабурі (นนทบุรี)
11. Патхумтхані (ปทุมธานี)
12. Пхетчабун (เพชรบูรณ์)
13. Пхічіт (พิจิตร)
14. Пхітсанулок (พิษณุโลก)
15. Сукхотхай (สุโขทัย)
16. Самутпракан (สมุทรปราการ)
17. Самутсакхон (สมุทรสาคร)
18. Самутсонгкхрам (สมุทรสงคราม)
19. Сарабурі (สระบุรี)
20. Сінгбурі (สิงห์บุรี)
21. Супханбурі (สุพรรณบุรี)
22. Утхайтхані (อุทัยธานี)